# Haferberg
Der Haferberg ist ein 580,4 m ü. NHN hoher Berg des Kaufunger Waldes und der höchste im niedersächsischen Naturpark Münden. Er liegt zwischen den hessischen Ortschaften Nieste und Kleinalmerode im Grenzgebiet zwischen dem südniedersächsischen Landkreis Göttingen und dem nordhessischen Werra-Meißner-Kreis.

## Geographie

### Lage
Der Haferberg erhebt sich auf der Grenze von Nordhessen im Nordosten und Südniedersachsen im Westen. Entlang dieser Grenze verläuft ein Teil der Grenze des Geo-Naturparks Frau-Holle-Land (Werratal.Meißner.Kaufunger Wald; Hessen) zum Naturpark Münden (Niedersachsen), wobei die bewaldete Kuppe mit dem rund 40 m westlich dieser Grenzen gelegenen Gipfel zum zuletzt genannten Naturpark gehört. Der Gipfel liegt 1,25 km nordwestlich des Gebirgspasses Umschwang (446 m), 4,5 km östlich von Nieste und knapp 4 km (je Luftlinie) westlich von Kleinalmerode.

### Naturräumliche Zuordnung
Der Haferberg gehört in der naturräumlichen Haupteinheitengruppe Osthessisches Bergland (Nr. 35) und in der Haupteinheit Fulda-Werra-Bergland (357) zu den Naturräumen Kaufunger Wald-Hochfläche (Vorderer Kaufunger Wald) (357.71) im Westen und Hinterer Kaufunger Wald (357.72) im Osten; die Grenze beider zur Untereinheit Kaufunger Wald und Söhre (357.7) gehörenden Naturräume verläuft etwa über den Gipfel.

### Fulda-Werra-Wasserscheide
Der Haferberg befindet sich auf der Wasserscheide zwischen den Flüssen Fulda im Westen und Werra im Nordosten: Auf der Nordflanke des Bergs entspringt der Rautenbach und südöstlich nahe dem Umschwang der Hungershäuser Bach, die westliche Werra-Zuflüsse darstellen. Südöstlich des Bergs – auch in der Nähe des Umschwangs – entspringt der Wengebach und westlich der Endschlagbach als östlicher bzw. nördlicher Zufluss des Fulda-Zuflusses Nieste.

## Wandern
Zu erreichen ist der Haferberg, zu dem keine Straßen führen, zum Beispiel während einer am Umschwang beginnenden Wanderung auf dem über seine Kuppe führenden Frau-Holle-Pfad. Südöstlich und damit jenseits des Passes erhebt sich der auf diesem Pfad erwanderbare Berg Mühlenstein (607,2 m).